# Різуненкове
Різу́ненкове — село в Україні, у Коломацькій селищній громаді Богодухівського району Харківської області. Населення становить 764 осіб. До 2017 орган місцевого самоврядування — Різуненківська сільська рада.

## Географія
Село Різуненкове знаходиться на лівому березі річки Коломак, вище за течією примикає до смт Коломак, нижче за течією на відстані 1 км розташоване село Крамарівка, на протилежному березі розташовані села Вдовичине і Гришкове.

## Історія
- 1775 рік — дата заснування як села Гайдалемівка.
- 1920 рік — перейменовано в село Різуненкове.
- 12 червня 2020 року, розпорядженням Кабінету Міністрів України № 725-р «Про визначення адміністративних центрів та затвердження територій територіальних громад Харківської області», увійшло до складу Коломацької селищної громади[1].
- 19 липня 2020 року, в результаті адміністративно-територіальної реформи і ліквідації Коломацького району, село увійшло до складу Богодухівського району.[2]

## Пам'ятки
Ботанічний заказник місцевого значення «Гришкове». Площа 30,0 га. Знаходиться біля села Різуненкове.

## Найвідоміші уродженці
- 15 листопада 1923 року — Кочевський Віктор Васильович, український поет, перекладач.
- Крамар Степан Трохимович (1920—1945) — Герой Радянського Союзу.
- Бездітко Андрій Павлович — український радянський діяч.

## Об'єкти соціальної сфери
- Фельдшерсько-акушерський пункт.
- Різуненківський НВК (школа).